# Giro dell'Emilia 2018
Giro dell'Emilia 2018 var den 101. udgave af cykelløbet Giro dell'Emilia. Løbet var en del af UCI Europe Tour-kalenderen og blev arrangeret 6. oktober 2018. Løbet blev vundet af italienske Alessandro De Marchi fra BMC Racing Team.

## Hold og ryttere
| UCI WorldTeams (13)- Groupama-FDJ - UAE Team Emirates - Bahrain-Merida - BMC Racing Team - Movistar Team - EF Education First-Drapac p/b Cannondale - Astana - Dimension Data - Mitchelton-Scott - Lotto NL-Jumbo - Sky - Trek-Segafredo - AG2R La Mondiale UCI Professionelle kontinentalthold (7)- Bardiani CSF - Androni Giocattoli-Sidermec - Wilier Triestina-Selle Italia - Nippo-Vini Fantini-Europa Ovini - Gazprom-RusVelo - Israel Cycling Academy - Caja Rural-Seguros RGA UCI Kontinentalhold (4)- Amore & Vita-Prodir - Sangemini-MG.Kvis - Biesse Carrera Gavardo - MsTina-Focus Landshold- Italien |
| |

### Danske ryttere
- Jakob Fuglsang kørte for Astana Pro Team
- Niklas Eg kørte for Trek-Segafredo

## Resultater
| \| Samlede stilling \| Samlede stilling \| Samlede stilling \| Samlede stilling \| Samlede stilling \| \| Rytter \| Rytter \| Hold \| Tid \| \| \| ---------------- \| --------------------- \| ------------------------- \| ---------------- \| ---------------- \| \| 1. \| Alessandro De Marchi \| BMC Racing Team \| 5t 09' 35" \| \| \| 2. \| Rigoberto Urán \| EF Education First-Drapac \| + 8" \| \| \| 3. \| Dylan Teuns \| BMC Racing Team \| + 9" \| \| \| 4. \| Michael Woods \| EF Education First-Drapac \| + 9" \| \| \| 5. \| Thibaut Pinot \| Groupama-FDJ \| + 13" \| \| \| 6. \| Romain Bardet \| AG2R La Mondiale \| + 13" \| \| \| 7. \| Primož Roglič \| LottoNL-Jumbo \| + 13" \| \| \| 8. \| Vincenzo Nibali \| Bahrain-Merida \| + 15" \| \| \| 9. \| Domenico Pozzovivo \| Bahrain-Merida \| + 18" \| \| \| 10. \| Sébastien Reichenbach \| Groupama-FDJ \| + 21" \| \| |                       |                           |            |
| |                       |                           |            |
| Kilde: ProCyclingStats |                       |                           |            |
| Samlede stilling |                       |                           |            |
| Rytter | Rytter                | Hold                      | Tid        |
| 1. | Alessandro De Marchi  | BMC Racing Team           | 5t 09' 35" |
| 2. | Rigoberto Urán        | EF Education First-Drapac | + 8"       |
| 3. | Dylan Teuns           | BMC Racing Team           | + 9"       |
| 4. | Michael Woods         | EF Education First-Drapac | + 9"       |
| 5. | Thibaut Pinot         | Groupama-FDJ              | + 13"      |
| 6. | Romain Bardet         | AG2R La Mondiale          | + 13"      |
| 7. | Primož Roglič         | LottoNL-Jumbo             | + 13"      |
| 8. | Vincenzo Nibali       | Bahrain-Merida            | + 15"      |
| 9. | Domenico Pozzovivo    | Bahrain-Merida            | + 18"      |
| 10. | Sébastien Reichenbach | Groupama-FDJ              | + 21"      |